# Harald Öhnell
Richard Harald Öhnell, född 17 september 1887 i Solna socken, död 31 december 1950 i Ingarö socken, var en svensk läkare.
Harald Öhnell var son till rådmannen Richard Gustaf Axel Öhnell och Anna Henrietta Kjellberg. Han blev student 1906 och studerade därefter vid Karolinska Institutet där han blev medicine kandidat 1909, medicine licentiat 1914, medicine doktor 1918 och docent i medicin 1919. Efter utbildning, bland annat som assistent hos dr. C. O. Olin 1924–1926, blev han klinisk laborator vid Serafimerlasarettet 1920, överläkare vid Sankt Eriks sjukhus 1929 och vid Stocksunds lasaretts medicinska avdelning 1932. 1948 erhöll han professors namn. Utbildad av dåtidens främste magspecialist, Oscar Olin kom Öhnell att ägna sitt huvudsakligen intresse åt mag- och tarmsjukdomarna. I sin doktorsavhandling behandlade han dysenterins klinik och bakteriologi, och i övrigt ivrade han för sträng dietkur vid magsår, studerade C-vitaminbrist hos mag-tarmsjuka med mera. Under decennier var han Sveriges ledande mag-tarmspecialist, ansedd bland både kolleger och patienter.